# Letsie III do Lesoto
Letsie III (Morija, Lesoto, 17 de julho de 1963) é o atual rei do Lesoto desde a morte de seu pai, o rei Moshoeshoe II em 1996, sendo filho dos falecidos Moshoeshoe II e sua consorte Mamohato. Ele já havia sido rei entre 1990 e 1995, quando o governo militar depôs seu pai. Ele é o nono rei de seu país, e segundo após a independência.
Em 2016 foi nomeado Embaixador da Boa Vontade da Organização das Nações Unidas para Alimentação e Agricultura (FAO).

## Início da vida e educação
Nasceu em 17 de julho de 1963, na Basutolândia Britânica (Atual Lesoto) com o nome de David Mohato Bereng Seeiso. Foi o primeiro filho do então chefe supremo Moshoeshoe II e sua esposa Mamohato. Ele passou sua infância em Morija, na época a capital real do Basutolândia, vindo a se tornar príncipe-herdeiro em 1966 com a independência do país e a aclamação de sei pai como rei. Ele foi mandado na época ao Reino Unido para estudar no internato católico de Ampleforth College, em Yorkshire. Logo depois ele voltou para Lesoto e teve bacharelado em direito, na Universidade Nacional do Lesoto. Ele voltou para o Reino Unido e se formou na Universidade de Bristol, onde obteve diploma de Estado Jurídico em 1986. Ainda se formou em estudo de desenvolvimento em Faculdade de Wolfson, em Cambridge, e Wye College, se formando em economia agrícola. Completou seus estudos em 1989, voltando definitivamente para Lesoto.
Seu primeiro cargo público foi como governador do distrito de Maseru, em 1989.

## Reinados
Em 12 de novembro de 1990 o rei Moshoeshoe II foi deposto pela segunda vez (Já havia sido deposto em 1970). Ele foi forçado a assumir o trono após uma breve regência de sua mãe, sendo um fantoche nas mãos do governo militar. Seu primeiro reinado foi apenas como rei titular, sem ser coroado e tendo poderes cerimoniais. O primeiro-ministro e general Elias Phisoana Ramaema detinha os poderes reais.
Em 1994 Nelson Mandela se tornou presidente da África do Sul, com isso influenciando muito no fim do regime militar do país em 1995. Após a redemocratização o rei Moshoeshoe II retornou ao poder, vindo a se tornar outra vez príncipe-herdeiro, mas isso só duraria por menos de 1 ano, com a morte de Moshoeshoe II em um acidente de carro. Após a morte seu pai, sua mãe passou a atuar como rainha regente, mas logo ele foi empossado como rei e assumiu por definitivo como Rei Letsie III do Lesoto. Sendo coroado em 31 de outubro de 1997, no estádio de futebol Setsoto, que teve como convidado de honra o príncipe Carlos de Gales, representando a rainha Isabel II.
O rei se casou com o plebeia Anna Karabo em 18 de fevereiro de 2000, com quem já mantinha um namoro desde 1996. Ela assumiu o nome de Masenate Mohato Seeiso, a rainha consorte do Lesoto, a primeira plebeia a assumir a posição. Com ela o rei teve três filhos.
Em 1 de dezembro de 2016 o rei foi agraciado com o título de embaixador mundial a FAO, em Roma por José Graziano, um brasileiro.
O Rei assume poderes cerimoniais, sendo muito amado por seu povo e visto como um símbolo de união entre o povo basoto.

## Família
O Rei Letsie III teve três filhos com Masenate Mohato Seeiso.
- Princesa Senate Mary Mohato Seeiso (Nascida em 7 de outubro de 2001, com 22 anos hoje)
- Princesa Maseeiso Seeiso (Nascida em 20 de novembro de 2004, com 19 anos hoje)
- Príncipe herdeiro Lerotholi David Mohato Bereng Seeiso (Nascido em 18 de abril de 2007, com 16 anos hoje)